# Синът на червения корсар (филм, 1959)
„Синът на червения корсар“ (на италиански: Il figlio del corsaro rosso) е италиански приключенски филм от 1959 година на режисьора Примо Дзельо с участието на Лекс Баркър, Силвия Лопес и Вира Силенти, адаптация на едноименния роман на Емилио Салгари.

## Сюжет
Енрико ди Вентимиля (Лекс Баркър) е испански граф, който е син на легендарния пират Червения корсар. Той едновременно отмъщава за смъртта на баща си, търси отдавна изгубената си сестра, влюбва се в красива маркиза и се бие с различни врагове.

## В ролите
- Лекс Баркър като Енрико ди Вентимиля
- Силвия Лопес като Кармен ди Монтелимар
- Вира Силенти като Неала ди Вентимиля
- Лучано Марин като Мигел ди Монтелимар
- Антонио Краст като дон Хуан де Сасебо
- Фанфула като маркиз ди Монтелимар
- Вики Лагос като Пакита
- Роберто Паолети като Барехо
- Ниета Дзоки като Изабела
- Саро Урдзи като Мендоса
- Елио Пандолфи като сержанта
- Ливио Лоренцон като Хосе
- Франко Фантазия като Дорадо